# Coupe de Suède de football 2016-2017
Navigation
Édition précédente Édition suivante
La coupe de Suède de football 2016-2017 est la 61e édition de la coupe de Suède de football, organisée par la Fédération suédoise de football. Elle prend place du 17 mai 2016 au 13 avril 2017. Elle voit l'Östersunds FK remporter la compétition pour la première fois de son histoire.

## Premier tour
64 équipes de la troisième à la septième division disputent le premier tour. Ces matchs ont lieu entre le 17 mai et 3 août 2016.

## Deuxième tour
Les 32 équipes sorties victorieuses du premier tour sont opposées aux 32 équipes des deux premières divisions du championnat. Ces matchs ont lieu entre le 24 août et le 13 octobre 2017.

## Phase de groupes
Les 32 équipes vainqueurs du deuxième tour sont réparties en huit groupes de quatre. Chaque équipes s'affrontent une seule fois. Le vainqueur de chaque groupe est qualifié pour la phase finale.

### Groupe 1
| Rang | Équipe               | Pts | J | G | N | P | Bp | Bc | Diff |  | Résultats (▼ dom., ► ext.) | AIK | DAL | KRI | GAIS |
| ---- | -------------------- | --- | - | - | - | - | -- | -- | ---- |  | -------------------------- | --- | --- | --- | ---- |
| 1    | AIK Solna (D1)       | 7   | 3 | 2 | 1 | 0 | 4  | 0  | +4   |  | AIK Solna (D1)             |     | 0-0 |     | 1-0  |
| 2    | Dalkurd FF (D2)      | 5   | 3 | 1 | 2 | 0 | 3  | 1  | +2   |  | Dalkurd FF (D2)            |     |     |     | 2-2  |
| 3    | Kristianstad FC (D3) | 3   | 3 | 1 | 0 | 2 | 3  | 7  | -4   |  | Kristianstad FC (D3)       | 0-3 | 1-3 |     |      |
| 4    | GAIS (D2)            | 1   | 3 | 0 | 1 | 2 | 3  | 5  | -2   |  | GAIS (D2)                  |     |     | 1-2 |      |

### Groupe 2
| Rang | Équipe              | Pts | J | G | N | P | Bp | Bc | Diff |  | Résultats (▼ dom., ► ext.) | NOR | VÄN | HAL | ÖRG |
| ---- | ------------------- | --- | - | - | - | - | -- | -- | ---- |  | -------------------------- | --- | --- | --- | --- |
| 1    | IFK Norrköping (D1) | 5   | 3 | 1 | 2 | 0 | 10 | 3  | +7   |  | IFK Norrköping (D1)        |     |     | 7-0 | 1-1 |
| 2    | Vänersborgs FK (D4) | 5   | 3 | 1 | 2 | 0 | 7  | 5  | +2   |  | Vänersborgs FK (D4)        | 2-2 |     | 2-2 |     |
| 3    | Halmstads BK (D1)   | 4   | 3 | 1 | 1 | 1 | 6  | 9  | -3   |  | Halmstads BK (D1)          |     |     |     | 4-0 |
| 4    | Örgryte IS (D2)     | 1   | 3 | 0 | 1 | 2 | 2  | 8  | -6   |  | Örgryte IS (D2)            |     | 1-3 |     |     |

### Groupe 3
| Rang | Équipe                      | Pts | J | G | N | P | Bp | Bc | Diff |  | Résultats (▼ dom., ► ext.)  | GÖT | SIR | LJU | ARA |
| ---- | --------------------------- | --- | - | - | - | - | -- | -- | ---- |  | --------------------------- | --- | --- | --- | --- |
| 1    | IFK Göteborg (D1)           | 7   | 3 | 2 | 1 | 0 | 11 | 4  | +7   |  | IFK Göteborg (D1)           |     | 2-2 | 3-2 |     |
| 2    | IK Sirius (D1)              | 7   | 3 | 2 | 1 | 0 | 9  | 2  | +7   |  | IK Sirius (D1)              |     |     | 2-0 |     |
| 3    | Ljungskile SK (D3)          | 3   | 3 | 1 | 0 | 2 | 4  | 5  | -1   |  | Ljungskile SK (D3)          |     |     |     | 2-0 |
| 4    | Arameiska-Syrianska IF (D3) | 0   | 3 | 0 | 0 | 3 | 0  | 13 | -13  |  | Arameiska-Syrianska IF (D3) | 0-6 | 0-5 |     |     |

### Groupe 4
| Rang | Équipe               | Pts | J | G | N | P | Bp | Bc | Diff |  | Résultats (▼ dom., ► ext.) | ELF | VÄR | FAL | YTT |
| ---- | -------------------- | --- | - | - | - | - | -- | -- | ---- |  | -------------------------- | --- | --- | --- | --- |
| 1    | IF Elfsborg (D1)     | 7   | 3 | 2 | 1 | 0 | 11 | 3  | +8   |  | IF Elfsborg (D1)           |     | 2-2 | 6-1 |     |
| 2    | IFK Värnamo (D2)     | 5   | 3 | 1 | 2 | 0 | 4  | 3  | +1   |  | IFK Värnamo (D2)           |     |     |     | 1-0 |
| 3    | Falkenbergs FF (D2)  | 4   | 3 | 1 | 1 | 1 | 5  | 7  | -2   |  | Falkenbergs FF (D2)        |     | 1-1 |     |     |
| 4    | Ytterhogdals IK (D5) | 0   | 3 | 0 | 0 | 3 | 0  | 7  | -7   |  | Ytterhogdals IK (D5)       | 0-3 |     | 0-3 |     |

### Groupe 5
| Rang | Équipe               | Pts | J | G | N | P | Bp | Bc | Diff |  | Résultats (▼ dom., ► ext.) | TRE | KAL | LAN | GEF |
| ---- | -------------------- | --- | - | - | - | - | -- | -- | ---- |  | -------------------------- | --- | --- | --- | --- |
| 1    | Trelleborgs FF (D2)  | 7   | 3 | 2 | 1 | 0 | 5  | 3  | +2   |  | Trelleborgs FF (D2)        |     |     | 2-1 |     |
| 2    | Kalmar FF (D1)       | 5   | 3 | 1 | 2 | 0 | 6  | 3  | +3   |  | Kalmar FF (D1)             | 2-1 |     |     | 3-0 |
| 3    | Landskrona BoIS (D3) | 4   | 3 | 1 | 1 | 1 | 5  | 5  | 0    |  | Landskrona BoIS (D3)       |     | 2-2 |     | 2-1 |
| 4    | Gefle IF (D2)        | 0   | 3 | 0 | 0 | 3 | 2  | 7  | -5   |  | Gefle IF (D2)              | 1-2 |     |     |     |

### Groupe 6
| Rang | Équipe                 | Pts | J | G | N | P | Bp | Bc | Diff |  | Résultats (▼ dom., ► ext.) | BRO | DEG | DJU | HEL |
| ---- | ---------------------- | --- | - | - | - | - | -- | -- | ---- |  | -------------------------- | --- | --- | --- | --- |
| 1    | IF Brommapojkarna (D2) | 7   | 3 | 2 | 1 | 0 | 8  | 2  | +6   |  | IF Brommapojkarna (D2)     |     |     | 1-1 | 3-0 |
| 2    | Degerfors IF (D2)      | 6   | 3 | 2 | 0 | 1 | 6  | 7  | -1   |  | Degerfors IF (D2)          | 1-4 |     |     |     |
| 3    | Djurgårdens IF (D1)    | 4   | 3 | 1 | 1 | 1 | 3  | 3  | 0    |  | Djurgårdens IF (D1)        |     | 1-2 |     | 1-0 |
| 4    | Helsingborgs IF (D2)   | 0   | 3 | 0 | 0 | 3 | 2  | 7  | -5   |  | Helsingborgs IF (D2)       |     | 2-3 |     |     |

### Groupe 7
| Rang | Équipe             | Pts | J | G | N | P | Bp | Bc | Diff |  | Résultats (▼ dom., ► ext.) | ÖST | HAM | VAR | NYK |
| ---- | ------------------ | --- | - | - | - | - | -- | -- | ---- |  | -------------------------- | --- | --- | --- | --- |
| 1    | Östersunds FK (D1) | 9   | 3 | 3 | 0 | 0 | 8  | 2  | +6   |  | Östersunds FK (D1)         |     | 1-0 | 2-1 |     |
| 2    | Hammarby IF (D1)   | 4   | 3 | 1 | 1 | 1 | 6  | 6  | 0    |  | Hammarby IF (D1)           |     |     | 3-3 |     |
| 3    | Varbergs BoIS (D2) | 2   | 3 | 0 | 2 | 1 | 5  | 6  | -1   |  | Varbergs BoIS (D2)         |     |     |     | 1-1 |
| 4    | Nyköpings BIS (D3) | 1   | 3 | 0 | 1 | 2 | 4  | 9  | -5   |  | Nyköpings BIS (D3)         | 1-5 | 2-3 |     |     |

### Groupe 8
| Rang | Équipe              | Pts | J | G | N | P | Bp | Bc | Diff |  | Résultats (▼ dom., ► ext.) | HÄC | ÖRE | ÅTV | NOR |
| ---- | ------------------- | --- | - | - | - | - | -- | -- | ---- |  | -------------------------- | --- | --- | --- | --- |
| 1    | BK Häcken (D1)      | 7   | 3 | 2 | 1 | 0 | 4  | 0  | +4   |  | BK Häcken (D1)             |     |     | 3-1 |     |
| 2    | Örebro SK (D1)      | 5   | 3 | 1 | 2 | 0 | 3  | 1  | +2   |  | Örebro SK (D1)             | 1-1 |     | 1-1 |     |
| 3    | Åtvidabergs FF (D2) | 3   | 3 | 1 | 0 | 2 | 3  | 7  | -4   |  | Åtvidabergs FF (D2)        |     |     |     | 6-0 |
| 4    | BKV Norrtälje (D4)  | 1   | 3 | 0 | 1 | 2 | 3  | 5  | -2   |  | BKV Norrtälje (D4)         | 0-4 | 0-5 |     |     |

## Phase finale
Les huit équipes qualifiées sont divisées en quatre têtes de série et quatre non-têtes de série avant le tirage au sort des quarts de finale le 5 mars 2017.

### Classement des premiers
| Rang | Équipe            | Pts | J | G | N | P | Bp | Bc | Diff |
| ---- | ----------------- | --- | - | - | - | - | -- | -- | ---- |
| 1    | Östersunds FK     | 9   | 3 | 3 | 0 | 0 | 8  | 2  | +6   |
| 2    | IF Elfsborg       | 7   | 3 | 2 | 1 | 0 | 11 | 3  | +8   |
| 3    | IFK Göteborg      | 7   | 3 | 2 | 1 | 2 | 11 | 4  | +7   |
| 4    | BK Häcken         | 7   | 3 | 2 | 1 | 2 | 8  | 2  | +6   |
| 5    | IF Brommapojkarna | 7   | 3 | 2 | 1 | 0 | 8  | 2  | +6   |
| 6    | AIK Solna         | 7   | 3 | 2 | 1 | 0 | 4  | 0  | +4   |
| 7    | Trelleborgs FF    | 7   | 3 | 2 | 1 | 2 | 5  | 3  | +2   |
| 8    | IFK Norrköping    | 5   | 3 | 1 | 2 | 0 | 10 | 3  | +7   |

Qualification
- 1er à 4e : tête de série
- 5e à 8e : non-tête de série

### Tableau final
|  | Quarts de finale        | Quarts de finale         |                |   | Demi-finales           | Demi-finales           |  |  | Finale                   | Finale                   |
|  | Quarts de finale        | Quarts de finale         |                |   | Demi-finales           | Demi-finales           |  |  | Finale                   | Finale                   |
|  |                         |                          |                |   |                        |                        |  |  |                          |                          |
|  | 12 mars 2017, Göteborg  | 12 mars 2017, Göteborg   |                |   | 18 mars 2017, Göteborg | 18 mars 2017, Göteborg |  |  | 13 avril 2017, Östersund | 13 avril 2017, Östersund |
|  | 12 mars 2017, Göteborg  | 12 mars 2017, Göteborg   |                |   | 18 mars 2017, Göteborg | 18 mars 2017, Göteborg |  |  | 13 avril 2017, Östersund | 13 avril 2017, Östersund |
|  | BK Häcken               | 3                        |                |   | 18 mars 2017, Göteborg | 18 mars 2017, Göteborg |  |  | 13 avril 2017, Östersund | 13 avril 2017, Östersund |
|  | BK Häcken               | 3                        |                |   | 18 mars 2017, Göteborg | 18 mars 2017, Göteborg |  |  | 13 avril 2017, Östersund | 13 avril 2017, Östersund |
|  | AIK Solna               | 0                        |                |   | 18 mars 2017, Göteborg | 18 mars 2017, Göteborg |  |  | 13 avril 2017, Östersund | 13 avril 2017, Östersund |
|  | AIK Solna               | 0                        | BK Häcken      | 1 |                        |                        |  |  | 13 avril 2017, Östersund | 13 avril 2017, Östersund |
|  | 11 mars 2017, Östersund |                          | BK Häcken      | 1 |                        |                        |  |  | 13 avril 2017, Östersund | 13 avril 2017, Östersund |
|  |                         | Östersunds FK            | 3              |   |                        |                        |  |  | 13 avril 2017, Östersund | 13 avril 2017, Östersund |
|  | Östersunds FK           | Östersunds FK            | 3              | 4 |                        |                        |  |  | 13 avril 2017, Östersund | 13 avril 2017, Östersund |
|  | Östersunds FK           |                          |                | 4 |                        |                        |  |  | 13 avril 2017, Östersund | 13 avril 2017, Östersund |
|  | Trelleborgs FF          | 1                        |                |   |                        |                        |  |  | 13 avril 2017, Östersund | 13 avril 2017, Östersund |
|  | Trelleborgs FF          | 1                        | Östersunds FK  | 4 |                        |                        |  |  |                          |                          |
|  | 11 mars 2017, Göteborg  |                          | Östersunds FK  | 4 |                        |                        |  |  |                          |                          |
|  |                         | IFK Norrköping           | 1              |   |                        |                        |  |  |                          |                          |
|  | IFK Göteborg            | IFK Norrköping           | 1              | 1 |                        |                        |  |  |                          |                          |
|  | IFK Göteborg            | 19 mars 2017, Norrköping |                | 1 |                        |                        |  |  |                          |                          |
|  | IFK Norrköping          | 2                        |                |   |                        |                        |  |  |                          |                          |
|  | IFK Norrköping          | 2                        | IFK Norrköping | 4 |                        |                        |  |  |                          |                          |
|  | 12 mars 2017, Borås     |                          | IFK Norrköping | 4 |                        |                        |  |  |                          |                          |
|  |                         | IF Brommapojkarna        | 0              |   |                        |                        |  |  |                          |                          |
|  | IF Elfsborg             | IF Brommapojkarna        | 0              | 1 |                        |                        |  |  |                          |                          |
|  | IF Elfsborg             |                          |                | 1 |                        |                        |  |  |                          |                          |
|  | IF Brommapojkarna       | 2                        |                |   |                        |                        |  |  |                          |                          |
|  | IF Brommapojkarna       | 2                        |                |   |                        |                        |  |  |                          |                          |

### Quarts de finale
| Date et lieu                             | Équipe 1           | Score | Équipe 2               | Affluence |
| ---------------------------------------- | ------------------ | ----- | ---------------------- | --------- |
| 11 mars 2017 Jämtkraft Arena (Östersund) | Östersunds FK (D1) | 1 - 0 | (D2) Trelleborgs FF    | 1 520     |
| 11 mars 2017 Ullevi (Göteborg)           | IFK Göteborg (D1)  | 1 - 2 | (D1) IFK Norrköping    | 2 470     |
| 12 mars 2017 Borås Arena (Borås)         | IF Elfsborg (D1)   | 1 - 2 | (D2) IF Brommapojkarna | 1 425     |
| 12 mars 2017 Bravida Arena (Göteborg)    | BK Häcken (D1)     | 3 - 0 | (D1) AIK Solna         | 1 764     |

### Demi-finales
| Date et lieu                            | Équipe 1            | Score | Équipe 2               | Affluence |
| --------------------------------------- | ------------------- | ----- | ---------------------- | --------- |
| 18 mars 2017 Bravida Arena (Göteborg)   | BK Häcken (D1)      | 1 - 3 | (D1) Östersunds FK     | 1 632     |
| 19 mars 2017 Östgötaporten (Norrköping) | IFK Norrköping (D1) | 4 - 0 | (D2) IF Brommapojkarna | 2 895     |

### Finale
| Date et lieu                           | Équipe 1      | Score | Équipe 2       | Affluence |
| -------------------------------------- | ------------- | ----- | -------------- | --------- |
| 5 mai 2017 Jämtkraft Arena (Östersund) | Östersunds FK | 4 - 1 | IFK Norrköping | 8 369     |